# Церковь Святого Петра (Л’Акуила)
Церковь Святого Петра (итал. Chiesa di San Pietro), или Церковь Святого Петра в Коппито (итал. Chiesa di San Pietro a Coppito) — церковь в архиепархии Л’Акуилы Римско-католической церкви на площади Пьяцца Сан-Пьетро в городе Л'Акуила, в провинции Л’Акуила, в регионе Абруццо, в Италии.

## История
Храм построен во второй половине XIII века. Освящён в честь святого Петра Апостола. Своим названием он также обязан замку Коппито — одному из создателей коммуны Л’Акуила. Церковь стала главным храмом исторического квартала города, одного из четырёх, Сан-Пьетро, названным так по имени святого, в честь которого она была освящена.
В XIV веке при храме был основан монастырь доминиканцев. Рядом с ним находились дома влиятельных семей коммуны, таких, как Гальоффи, Кампонески, Претатти и Раналло. Частые землетрясения в регионе не раз разрушали церковь, которая восстанавливалась в соответствии с распространённым в то время архитектурным стилем. Реставрация церкви в 1971 году вернула ей первоначальный вид.
Во время землетрясения 2009 года храм был сильно повреждён, пострадала верхняя часть фасада, частично обрушились апсиды и колокольни. В настоящее время ведутся реставрационные работы.

## Описание
Церковь находится на возвышении, венчая небольшую площадь в историческом центре Л’Акуилы, одну из самых ярких в городе. Фасад XIV века из белого камня разделён по горизонтали карнизом на два яруса. В нижнем ярусе он разделён по вертикали двумя пилястрами на три части, центральную с порталом и две малые по бокам. Фасад завершается горизонтальной чредой слепых заостренных арок.
Оживальный портал в бургундском стиле флонкирован спиральными колоннами и украшен орнаментами и барельефами. По сторонам у входа два каменных античных льва, вероятно, из древнеримского города Амитернума, символом которого был лев. Над порталом — роза, украшенная карнизом в форме солнечных лучей.
Рядом с храмом находится восьмиугольная башня — колокольня, похожая на колокольню базилики Санта-Мария-ди-Коллемаджо, с винтовой лестницей. Она перестраивалась во второй половине XV века ломбардскими мастерами.
Внутри церковь представляет собой неф с деревянным потолком, полуциркульными арками и большим трансептом. Изначально храм планировали как трёхнефный, но этого не случилось.
Сохранились фрагменты фресок XIV и XV веков, настенная живопись, статуи Святого Петра на троне и интересный цикл «Легенды Святого Георгия», в древнем диалекте, вдохновленный примером сиенцев. Особый интерес представляет также фреска в левой апсиде, изображающая Святого Людовика IX, короля Франции, авторство которой приписывается Антонио Каваретто. Фреска написана поверх старой фрески с изображением Святого Целестина V того же автора, скрытый им по политическим причинам.